# Percarina demidoffi
Percarina demidoffi é uma espécie de peixe da família Percidae.
Pode ser encontrada nos seguintes países: Moldávia, Rússia e Ucrânia.